# Heterostemon mimosoides
Heterostemon mimosoides är en ärtväxtart som beskrevs av René Louiche Desfontaines. Heterostemon mimosoides ingår i släktet Heterostemon och familjen ärtväxter.

## Underarter
Arten delas in i följande underarter:
- H. m. complanatus
- H. m. coriaceus
- H. m. longipes
- H. m. mimosoides
- H. m. pacimoniensis